# Ilsenburg (Harz)
Ilsenburg is een gemeente in de Duitse deelstaat Saksen-Anhalt, en maakt deel uit van de Landkreis Harz.
Ilsenburg (Harz) telt 9.558 inwoners.

## Indeling gemeente
De volgende Ortsteile maken deel uit van de gemeente:
- Darlingerode
- Drübeck

## Sport en recreatie
Deze plaats is gelegen aan de Europese wandelroute E11, die loopt van Den Haag naar het oosten, op dit moment tot de grens Polen/Litouwen. Ter plaatse komt de route vanuit het westen vanuit Bad Harzburg en vervolgt oostwaarts, richting Darlingerode.

## Galerij

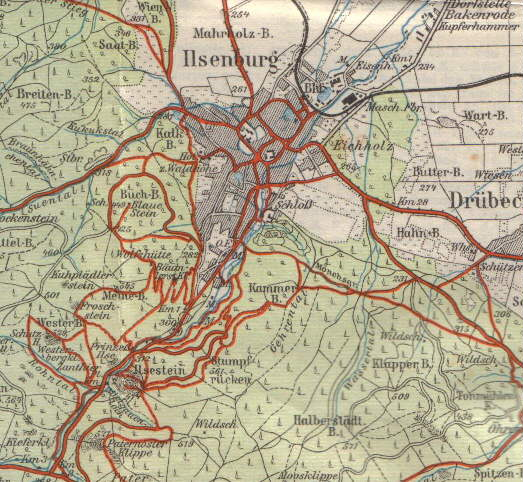
Kaart van Ilsenburg (1912)
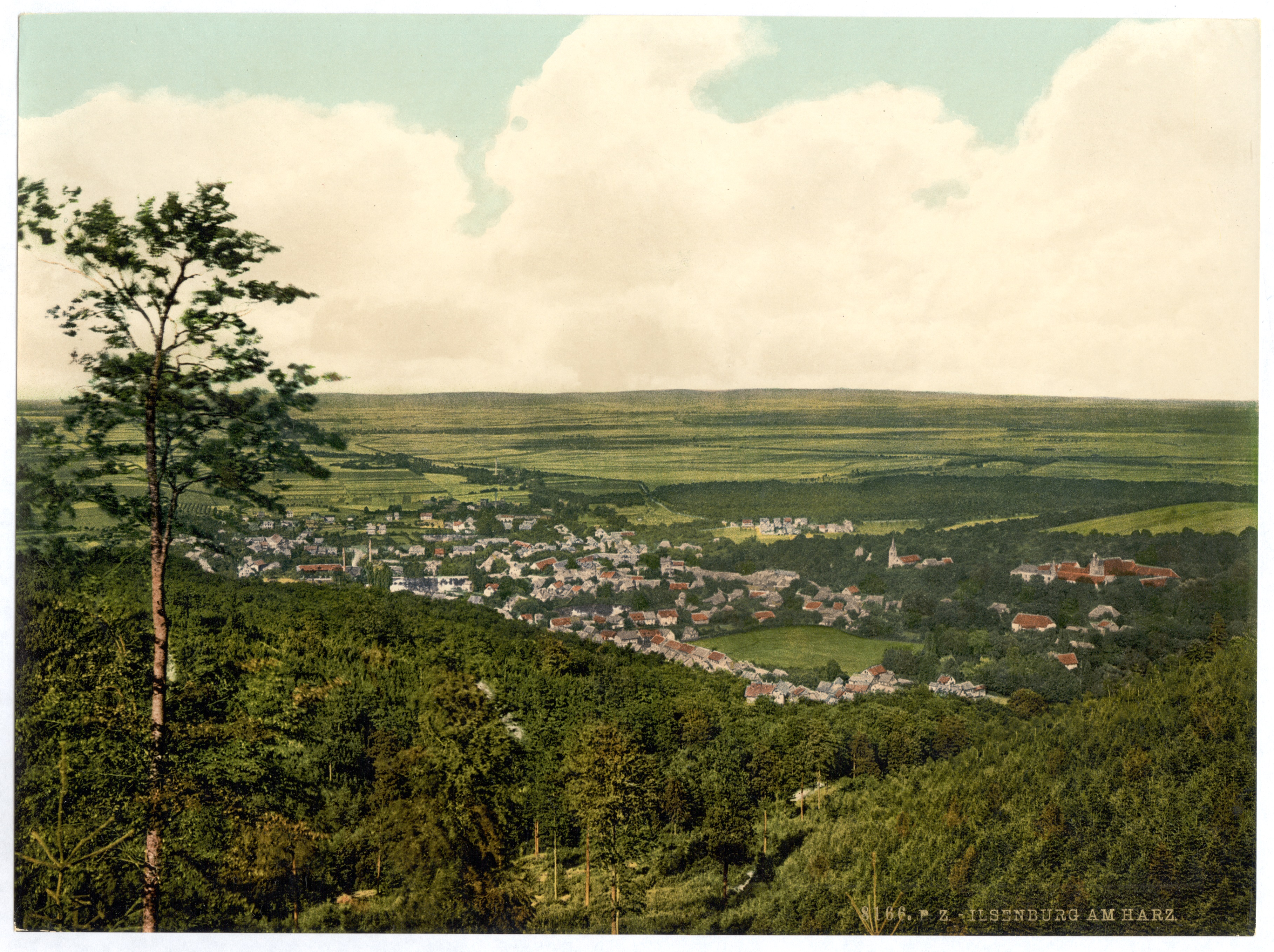
Zicht op Ilsenburg voor 1900
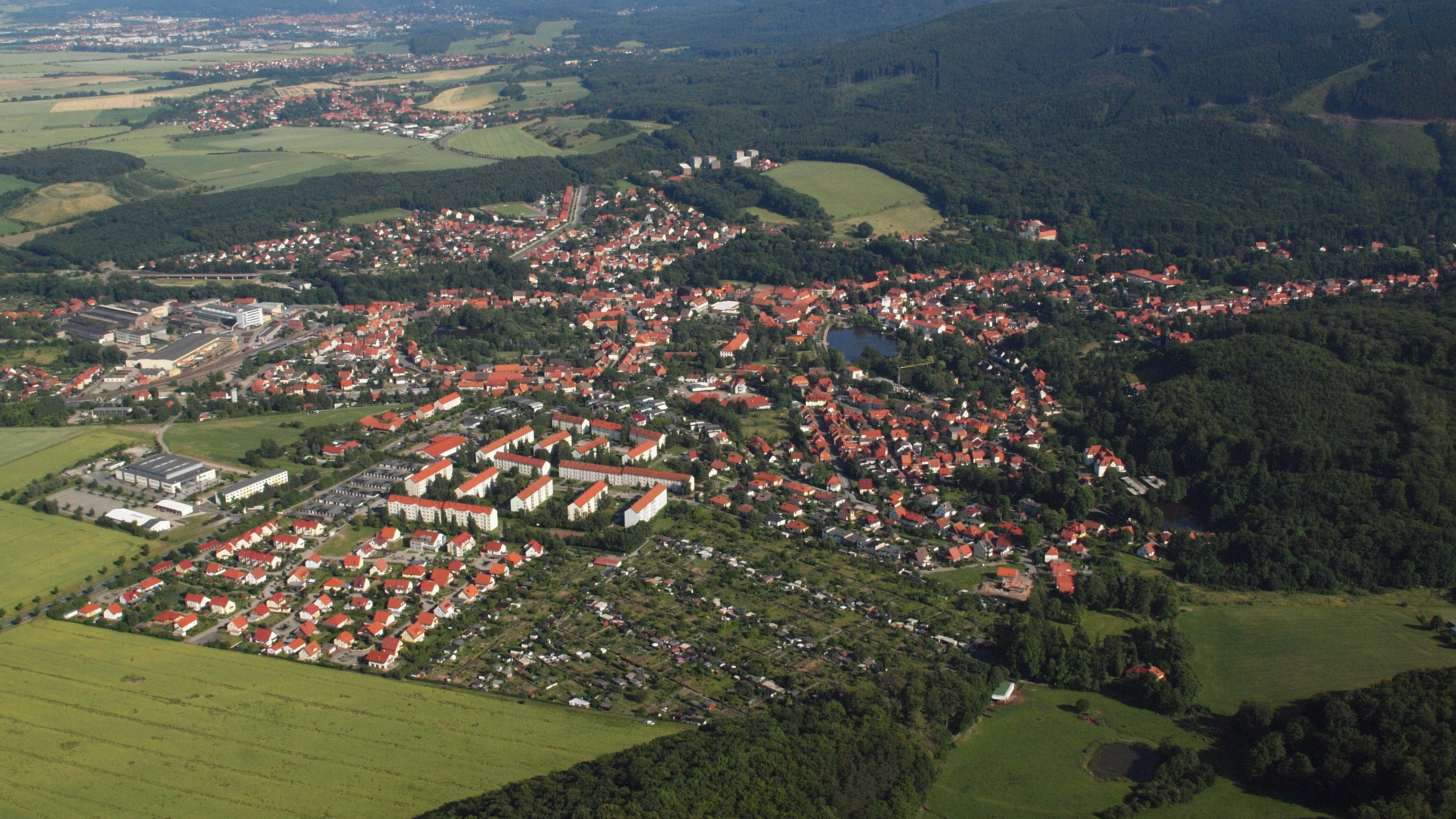
Zicht op Ilsenburg in 2013
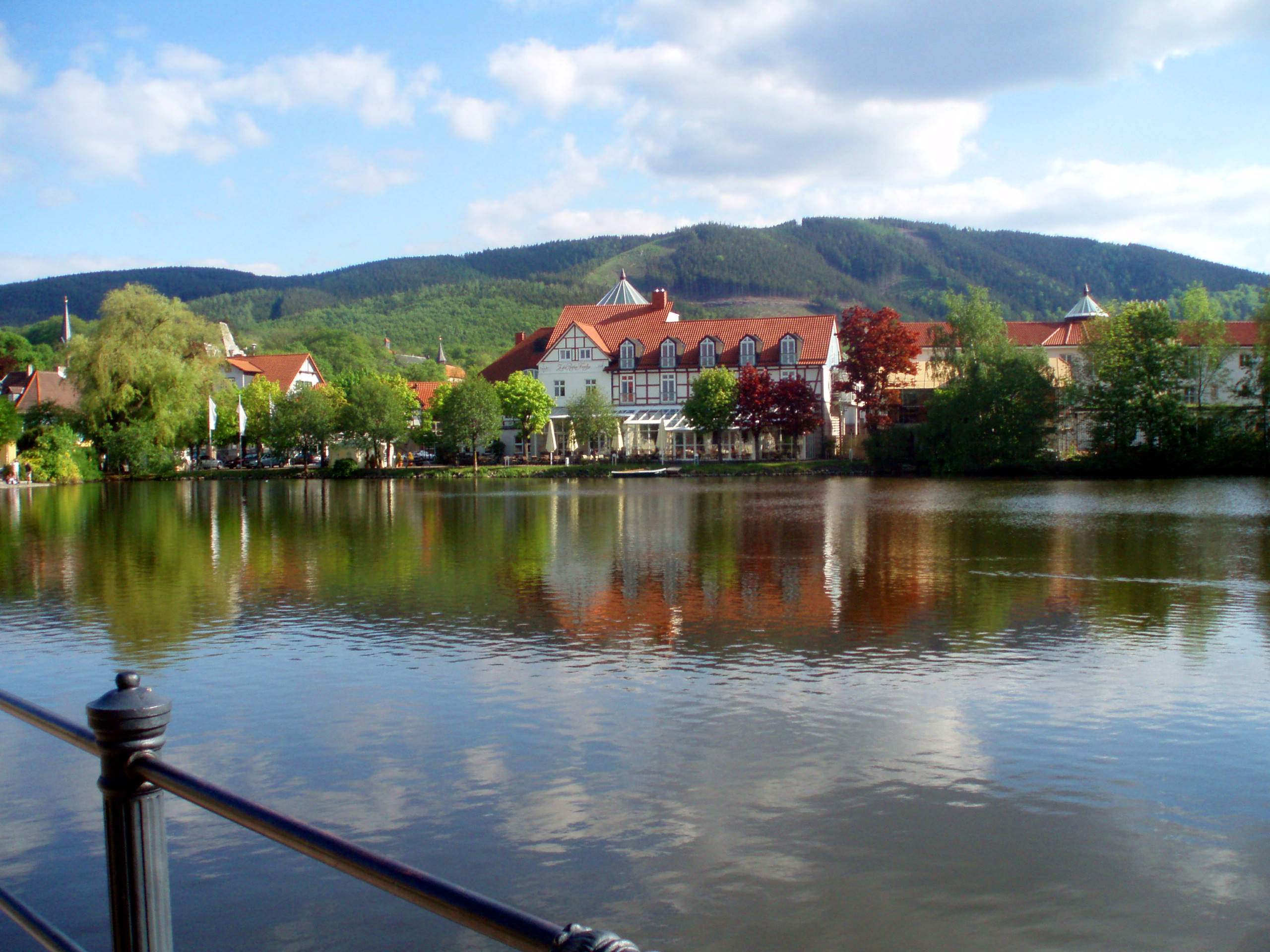
Forelvijver met hotel
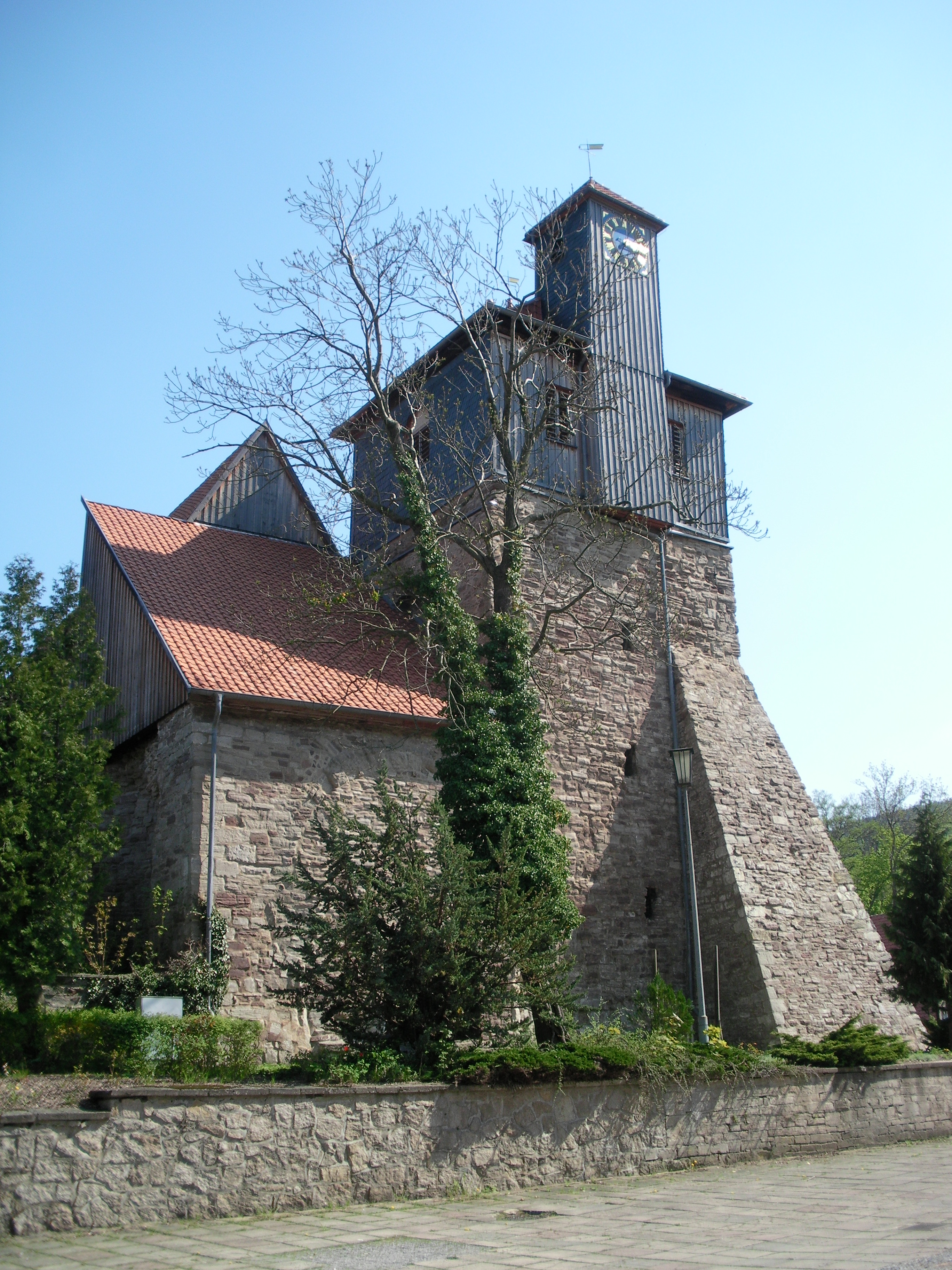
Klosterkerk, 2011

Ballenstedt · 
Blankenburg (Harz) · 
Ditfurt · 
Falkenstein/Harz · 
Groß Quenstedt · 
Halberstadt · 
Harsleben · 
Harzgerode · 
Hedersleben · 
Huy · 
Ilsenburg (Harz) · 
Nordharz · 
Oberharz am Brocken · 
Osterwieck · 
Quedlinburg · 
Schwanebeck · 
Selke-Aue · 
Thale · 
Wegeleben · 
Wernigerode